# Mesoligia longistriata
Mesoligia longistriata là một loài bướm đêm trong họ Noctuidae.